# Jack Pease (1er baron Gainford)
Joseph Albert Pease, 1er baron Gainford (17 janvier 1860 - 15 février 1943), connu sous le nom de Jack Pease, est un homme d'affaires britannique et un politicien libéral. Il est membre du cabinet libéral de Herbert Henry Asquith entre 1910 et 1916 et est également président de la BBC entre 1922 et 1926.

## Jeunesse et éducation
Il est né à Darlington, dans le comté de Durham, le deuxième et plus jeune fils de Joseph Pease, de Hutton Hall, Guisborough, et Mary, fille d'Alfred Fox. Il est le frère cadet d'Alfred Pease, le neveu d'Arthur Pease et le cousin germain d'Arthur Pease, et Herbert Pease. Il fait ses études à Grove House, Tottenham, une école Quaker, et au Trinity College, Cambridge .

## Carrière politique

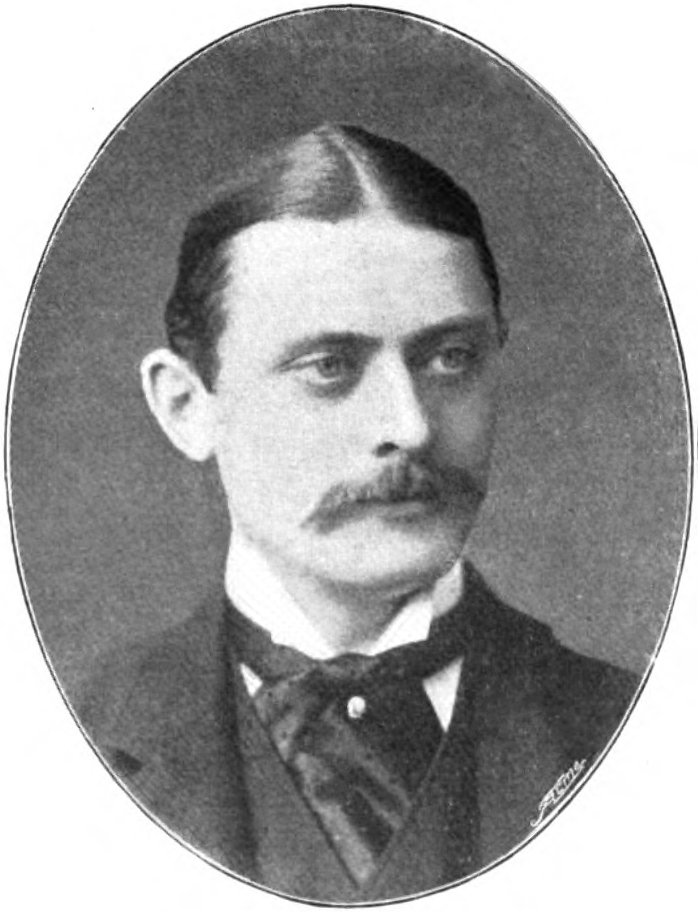
Pease en 1895

Il est maire de Darlington de 1889 à 1890, élu député de Tyneside en 1892, un siège qu'il occupe jusqu'en 1900. Il est élu à une élection partielle pour Saffron Walden en mai 1901 et représente cette circonscription jusqu'en 1910 et Rotherham entre 1910 et 1916. Il est secrétaire privé (non rémunéré) de John Morley, le Secrétaire en chef pour l'Irlande, entre 1893 et 1895 et whip junior de l'opposition entre 1897 et 1905.
Lorsque les libéraux arrivent au pouvoir en 1905 avec Henry Campbell-Bannerman, Pease est nommé Lords du Trésor (whip du gouvernement). Après que Herbert Henry Asquith soit devenu Premier ministre en 1908, il est promu secrétaire parlementaire du Trésor (whip en chef) et admis au Conseil privé. En 1910, il entre dans le cabinet d'Asquith en tant que Chancelier du duché de Lancastre, poste qu'il occupe jusqu'en 1911, puis devient président du Board of Education entre 1911 et 1915 et maître des postes en 1916. En 1917, il est élevé à la pairie en tant que baron Gainford, de Headlam dans le comté de Durham.
Il siège à la Commission des réclamations en France en 1915 et entre 1917 et 1920 et en Italie entre 1918 et 1919 et est également sous-lieutenant du comté de Durham et juge de paix pour le comté de Durham et le North Riding of Yorkshire.

## Carrière dans les affaires
Outre sa carrière politique, Pease est vice-président de la Durham Coal Owners Association et vice-président du Durham District Board (en vertu de la Coal Mines Act 1930), administrateur de Pease and Partners Ltd et d'autres sociétés charbonnières, président de Durham Coke Owners, directeur de la County of London Electric Supply Company Ltd, président de la South London Electric Supply Company, du Tees Fishery Board et des administrateurs du Bowes Museum.
En 1922, il est nommé président de la British Broadcasting Company Ltd, poste qu'il occupe jusqu'à sa dissolution et son remplacement par la British Broadcasting Corporation (BBC) le 31 décembre 1926, et est vice-président du conseil des gouverneurs de la BBC jusqu'en 1932. De 1927 à 1928, il est président de la Fédération de l'industrie britannique.

## Papiers
Les documents de Lord Gainford sont déposés au Nuffield College d'Oxford et se composent d'agendas, de livres de coupures, de coupures de presse, de correspondance, de journaux nationaux, de journaux politiques, de journaux officiels, de commissions des réclamations et de journaux de la BBC. La partie principale des journaux Pease couvre les années 1908–1915 et un volume traitant des années 1908–1910 est publié par Cameron Hazlehurst et Christine Woodland sous le titre de A Liberal Chronicle: Journals and Papers of JA Pease, 1908–1910 ; The Historians Press, Londres, 1994.

## Famille
Lord Gainford épouse Ethel, fille de Henry Havelock-Allan (en), en 1886. Ils ont un fils, Joseph, et deux filles, Miriam et Faith (qui épouse Michael Beaumont (en) et est la mère de Tim Beaumont). Lady Gainford est décédée en octobre 1941. Lord Gainford lui survit deux ans et est décédé en février 1943, à l'âge de 83 ans. Son fils Joseph lui succède comme baron. Le siège de la famille est Headlam Hall, Comté de Durham.